# Smarck Michel
Georges Jean-Jacques Smarck Michel ou Smarck Michel (29 de março de 1937 – 1 de setembro de 2012) foi nomeado primeiro-ministro do Haiti em 27 de outubro de 1994, cargo no qual ocupou de 8 de novembro de 1994 até 16 de outubro de 1995. Michel foi o terceiro primeiro-ministro do presidente Jean-Bertrand Aristide e o primeiro a ser escolhido após o retorno do presidente do exílio.

## Biografia
Michel nasceu em St. Marc de uma família militar e se formou em Administração de Empresas nos Estados Unidos.
Antes de ingressar na política, Michel atuava como empresário administrando uma mercearia e administrava a padaria da família.

## Carreira política
Sua carreira política começou como ministro do Comércio e terminou depois de ser primeiro-ministro.
Casou-se com Victoire Marie-Rose Sterlin, com quem teve três filhos: Kenneth, Patricia e Marjorie Michel. Michel morreu perto da capital do Haiti, Porto Príncipe, após ser vítima de tumor cerebral. Ele tinha 75 anos.